# TARDIS
TARDIS (forkortelse af Time And Relative Dimension In Space) er navnet på Doktorens fartøj i den britiske tv-serie Doctor Who. TARDIS kan rejse i tid og rum, som navnet antyder, og var oprindeligt designet til at passe ind i sine omgivelser. Denne funktion gik dog i stykker i det første afsnit af serien i 1963, og TARDIS ligner derfor permanent en britisk politikiosk fra 1960'erne. Når man ser den udefra, har den samme størrelse som en telefonboks, men den er større indeni. Dette design blev brugt for at gøre produktionen billigere.
Doktoren rejser i TARDIS'en for sammen med sine ledsagere at opleve og se hele universet. Når TARDIS "letter" og "lander", forsvinder og fremtones den pulserende med en "worp worp" lyd. Dette har ikke været ændret siden 1963. TARDIS'ens indre har dog ændret design mange gange siden 1963. Indretningen er også i konstant forandring, ikke engang Doktoren har været overalt på skibet.
TARDIS'en er blevet en stor del af den britiske populærkultur, og den blå politikiosk bliver i højere grad associeret med Doktorens fartøj end den oprindelige inspirationskilde. Navnet TARDIS er et registreret varemærke under British Broadcasting Corporation (BBC).